# کیم یه-وون
کیم یه وون (کره‌ای: 김예원؛ زادهٔ کیم یو بین در ۱۱ دسامبر ۱۹۸۷) بازیگر و خواننده اهل کره جنوبی است. او به خاطر ایفای نقش در شریک مشکوک، خنده در وایکیکی ۲، تو بهار منی و بهش بگو عشق شناخته می‌شود.